# Rapatriement japonais de Huludao
Pour les articles homonymes, voir Rapatriement.

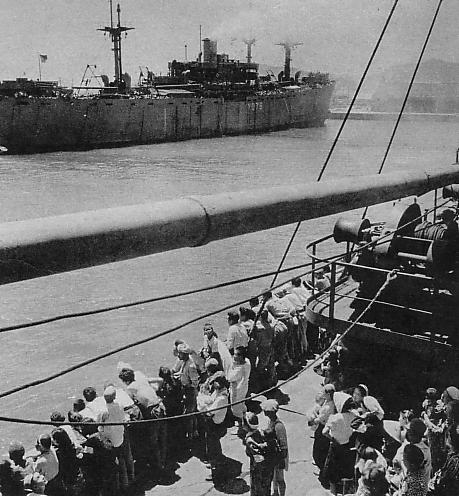
Japonais rapatriés de Huludao en Chine.

Le  rapatriement japonais de Huludao (葫蘆島在留日本人大送還, Koro-tō Zairyū Nihonjin Dai-sōkan) est une opération de retour au pays de Japonais à la fin de la Seconde Guerre mondiale à partir du port de Huludao dans le Nord-Est de la Chine. Plus d'un million de Japonais sont transportés de 1946 à 1948 sur des navires militaires américains sous les auspices du gouvernement de la République de Chine.

## Histoire
Immédiatement après la fin de la Seconde Guerre mondiale en août 1945, environ 1,5 million de Japonais sont toujours présents en Chine. La plupart se trouvent dans le Nord-Est du pays et sont composés principalement de fermiers et de marchands. Certains hommes valides parmi eux sont envoyés par les forces soviétiques en Sibérie pour effectuer du travail forcé. Les ingénieurs et les médecins sont invités à coopérer par les forces communistes chinoises.
Le gouvernement japonais ne fait presque rien pour cette population en pleine confusion après la défaite. Trois jeunes hommes de la ville d'Anshan (Kunio Maruyama, Hachiro Shimpo et Masamichi Musashi) se portent volontaires pour signaler la situation au Japon, s'échappent de Mandchourie et rencontrent des représentants du gouvernement japonais à Tokyo. Ils rencontrent plus tard le général Douglas MacArthur, alors chef des forces d'occupation du Japon, qui décide immédiatement du rapatriement japonais de Huludao.
Les forces américaines qui assistent le gouvernement nationaliste chinois sont conscientes de cette situation dangereuse et envoient des navires pour une opération tripartite pour : 
- Transporter des soldats chinois depuis le Sud de la Chine jusqu'au Nord à Huludao, en renfort
- Rapatrier les Japonais vers le port de Hakata-ku à Fukuoka au Japon
- Rapatrier en Chine les Chinois ayant travaillé au Japon, principalement sous du travail forcé

Le port de Huludao au Liaoning est le seul port et couloir stratégique vers le Nord-Est de la Chine qui soit encore détenu par les forces nationalistes luttant contre les forces communistes chinoises pour le contrôle du Nord-Est.
Du 7 mai 1946 (date du début de l'opération) à août 1948 (fin de l'opération car Huludao est sur le point d'être capturé par les forces communistes), environ 1 050 000 Japonais sont rapatriés. Beaucoup sont morts à Harbin, Changchun, et Shenyang durant l'hiver 1945-46 avant le début du rapatriement. Ceux ayant atteint Huludao dans de terribles conditions et y sont morts sont enterrés près du mont Cishan dans de simples tombes tournées vers l'est, vers le Japon.
Une stèle commémorant cet événement de l'histoire sino-japonaise se trouve dans le port de Huludao. Celui-ci ne peut pas être facilement visité car il se trouve dans une zone restreinte - Huludao étant une base sous-marine stratégique en Chine.